# Kanada i olympiska vinterspelen för ungdomar 2016
Kanada deltog i de olympiska vinterspelen för ungdomar 2016 i Lillehammer i Norge som avgjordes 12–21 februari 2016. Truppen består av 54 aktiva. Kanada tog tre guld, två silver och ett brons. Ytterligare en medalj togs i en gren med mixade länder.

## Medaljörer[2]
| Medalj | Namn | Sport            | Gren                | Datum       |
| ------ | --- | ---------------- | ------------------- | ----------- |
| Guld   | Brooke Apshkrum | Rodel            | Flickornas singel   | 15 februari |
| Guld   | Reece Howden | Freestyle        | Pojkarnas skicross  | 15 februari |
| Guld   | Mary Fay Tyler Tardi Karlee Burgess Sterling Middleton | Curling          | Mixat lag           | 17 februari |
| Silver | Ali Nullmeyer | Alpin skidåkning | Flickornas slalom   | 18 februari |
| Silver | Kanadas U16-herrlandslag i ishockey - Alexis Gravel - Olivier Rodrigue - Jett Woo - Jared McIsaac - Ty Smith - Ryan Merkley - Dennis Busby - Declan Chisholm - Benoît-Olivier Groulx - Aidan Dudas - Gabriel Fortier - Luka Burzan - Tristen Nielsen - Anderson MacDonald - Allan McShane - Carson Focht - Connor Roberts | Ishockey         | Pojkarnas turnering | 21 februari |
| Brons  | Reid Watts | Rodel            | Pojkarnas singel    | 14 februari |

### Medaljörer i mixade länder
Följande tog medaljer i lagtävlingar med mixade länder (NOK).
| Medalj | Namn                          | Sport       | Gren             | Datum       |
| ------ | ----------------------------- | ----------- | ---------------- | ----------- |
| Brons  | Marjorie Lajoie Zachary Lagha | Konståkning | Mixad lagtävling | 20 februari |